# Fontaine-Milon
Fontaine-Milon ist eine Ortschaft und eine Commune déléguée in der französischen Gemeinde mit 577 Einwohnern (Stand: 1. Januar 2022) im Département Maine-et-Loire in der Region Pays de la Loire. Die Einwohner werden Milonnais(es) genannt.
Mit Wirkung vom 1. Januar 2016 wurden die Gemeinden Fontaine-Milon und Mazé zu einer Commune nouvelle mit dem Namen Mazé-Milon zusammengelegt. Die Gemeinde Fontaine-Milon gehörte zum Arrondissement Saumur und zum Kanton Beaufort-en-Vallée.

## Geographie
Fontaine-Milon liegt etwa 20 Kilometer ostnordöstlich von Angers in der Beaugeois.

## Bevölkerungsentwicklung
| 1962                       | 1968 | 1975 | 1982 | 1990 | 1999 | 2006 | 2013 |
| -------------------------- | ---- | ---- | ---- | ---- | ---- | ---- | ---- |
| 327                        | 302  | 283  | 297  | 320  | 354  | 407  | 588  |
| Quellen: Cassini und INSEE |      |      |      |      |      |      |      |

## Sehenswürdigkeiten
Siehe auch: Liste der Monuments historiques in Mazé-Milon
- Herrenhaus Le Châtelet

## Weinbau
Die Reben in der Gemeinde liegen im Weinbaugebiet Anjou.